# Cleocnemis spinosa
Cleocnemis spinosa es una especie de araña cangrejo del género Cleocnemis, familia Philodromidae. Fue descrita científicamente por Mello-Leitão en 1947.

## Distribución
Esta especie se encuentra en Brasil.